# Ector megye
Ector megye az Amerikai Egyesült Államokban, azon belül Texas államban található. Megyeszékhelye és legnagyobb városa Odessa. Lakosainak száma 165 171 fő (2020. április 1.). Ector megye Andrews, Crane, Upton, Ward, Winkler és Midland megyékkel határos.

## Népesség
A megye népességének változása:
| Lakosok száma | 137 104 | 139 691 | 144 609 | 149 378 | 159 436 | 165 171 |
|               | 2010    | 2011    | 2012    | 2013    | 2015    | 2020    |